# Léré (Cher)
Léré je francouzská obec v departementu Cher v regionu Centre-Val de Loire. V roce 2010 zde žilo 1 189 obyvatel. Je centrem kantonu Léré.

## Vývoj počtu obyvatel
Počet obyvatel